# Круговая система
Круговая система — в спортивных соревнованиях система розыгрыша, при которой каждый участник турнира играет с каждым в ходе тура или раунда. Популярна в игровых видах спорта (футбол, волейбол, баскетбол, киберспорт), особенно в национальных чемпионатах и при отборочных турнирах к чемпионатам мира или континентов. Считается наиболее справедливой, но при этом требует наибольшего числа игр для распределения мест, по сравнению с другими турнирными системами.

## Порядок розыгрыша
- Порядок встреч противников друг с другом при круговой системе не имеет большого значения. Но участники в паре очередного тура обычно определяются жребием. Иногда же порядок встреч назначают так: присваивают каждому из N участников соревнований порядковые номера, от 1 до N. Если число участников чётно, то есть N=2K, то записывают в правом столбце номера от 1 до K сверху вниз, а в левом столбце номера от K+1 до N снизу вверх. Участники, номера которых написаны напротив друг друга, встречаются в первом туре. Для составления аналогичных таблиц для последующих туров номер 1 оставляют на месте, а все остальные номера передвигают по часовой стрелке, каждый раз на один шаг. В связи с последней процедурой круговая система проведения соревнований, собственно, и называется круговой. Если число участников нечётно, то добавляют номер ноль, а затем, для получившегося набора номеров, количество которых теперь чётно, выполняют вышеозначенные процедуры. Участник, против номера которого в каком-либо туре стоит число 0, в этом туре свободен, не играет.
- Количество встреч при круговой системе является треугольным числом, то есть, определяется по формуле {\displaystyle {N(N-1) \over 2}}, где N количество команд (игроков)[1].
- Количество туров (при наличии технической возможности одновременного проведения достаточного числа игр) равно {\displaystyle N-1} для чётного числа участников и {\displaystyle N} для нечётного (в последнем случае каждый участник пропускает один тур, в котором ему не находится соперника).
- По результатам каждой игры участнику начисляется определённое количество очков. Например, в шахматах традиционно начисляют 1 очко за выигрыш, 0 очков за проигрыш и 0,5 очка за ничью. В футболе за победу начисляется 3 очка, за ничью — 1 очко, за поражение — 0. Очки, набранные участниками в течение всего турнира, суммируются. Места распределяются по убыванию количества набранных очков.
- Если двое или более участников набрали одинаковое количество очков, для распределения их мест применяются дополнительные критерии согласно регламенту турнира. Таковыми могут быть: коэффициент Бергера, результат личной встречи, уточнённый результат игр (например, в хоккее и футболе может применяться разница числа забитых и пропущенных голов — у кого она лучше, тот получает более высокое место) и так далее. Если по всем критериям участники оказываются равными, правила могут предусматривать либо проведение между ними дополнительных встреч до определённого положительного результата, либо «разделение мест», когда равные участники считаются одновременно занявшими два или более мест в итоговой таблице.

## Особенности

### Достоинства круговой системы
- Максимальная теоретически достижимая справедливость турнира: так как все сыграют со всеми, итоговый результат определяется соотношением сил всех пар соперников[2].
- Справедливо определяются места, занятые всеми участниками турнира.
- Даже слабейший участник всегда встречается с сильнейшим.
- Нет специальных условий по числу участников (в швейцарской системе число участников должно быть чётным, в олимпийской системе и Double Elimination — степенью двойки).
- Система устойчива к выбыванию игроков: если кто-то выбыл из турнира после его начала, достаточно просто вычеркнуть его из турнирной таблицы и аннулировать результаты тех игр, которые он уже провёл; в итоге получится, как будто он вообще не участвовал. В прочих системах в подобных случаях части игроков приходится присуждать технические победы. Однако при аннулировании результатов игр участники оказываются в неравных условиях: победившие выбывшего игрока лишаются очков, тогда как проигравшие ему ничего не теряют, а в некоторых случаях могут и улучшить дополнительные показатели. Можно, наоборот, засчитывать технические победы в оставшихся партиях выбывшего участника, но тогда преимущество получат те, кто не успел с ним встретиться. Поэтому часто применяют усложнённый алгоритм выбытия: если выбывший участник сыграл половину или более своих игр, то в оставшихся играх его соперникам присуждается техническая победа, в противном случае результаты его игр аннулируются.

### Недостатки
- Необходимо большое количество встреч (максимальное среди всех игровых систем) и, соответственно, значительное количество времени для проведения турнира. Количество встреч растёт с ростом числа участников квадратично. Практическим пределом для круговой системы (в тех видах спорта, где количество встреч в один игровой день для одного участника составляет максимум одну-две) является 20-30 участников (для 30 участников требуется 29 туров, то есть почти месяц чистого времени при одной игре в день, даже если все пары будут играть одновременно). Вследствие этого крупные турниры по круговой системе редки.
- Если, начиная с некоторого тура, один из игроков значительно оторвётся в очках от остальных, турнир приобретает предсказуемость и теряет остроту.
- С точки зрения зрелищности (а значит, и источников финансирования) турнир проигрывает более динамичным схемам, если участники заметно различаются по силе. Значительная часть встреч проходит между соперниками явно несравнимой силы и оказывается предсказуемой.
- По мере приближения к концу турнира растёт количество матчей, частично или полностью не имеющих турнирного значения — вне зависимости от их исхода итоговое положение одного или обоих участников не может существенно измениться.
- Возникает проблема договорных матчей — близким по силам участникам бывает выгоднее договориться о ничьей, чем играть «на выигрыш», рискуя проиграть и потерять очки. Вероятность договорного матча возрастает, если для одного из участников матч не имеет турнирного значения. Поэтому в тех видах спорта, где фиксируются ничьи, специальными приёмами приходится уменьшать заинтересованность в них участников[3].
 Один из вариантов — запрет на ничьи (в случае ничьей в основной игре в этом же туре играется дополнительная по особым правилам, не допускающим ничейного результата: в шахматах это может быть блиц-партия по схеме «6 минут белым, 5 минут чёрным, при ничьей чёрные объявляются победителем», в игровых видах спорта — игра «до первого мяча/шайбы» или серии пенальти до получения различного результата) или их ограничение (например, «Софийские правила» в шахматах). Возможно изменение условий начисления очков так, чтобы победа стоила намного больше ничьей (например, начисление 3 очков за победу, 1 за ничью и 0 за поражение), но такие системы должны быть хорошо согласованы, чтобы не вызвать нежелательных побочных эффектов.
- При сравнимых силах игроков появляется проблема нетранзитивности: могут появиться замкнутые цепочки игроков, в которых каждый выиграл у следующего, а последний выиграл у первого, по кругу. В таких случаях при равном количестве набранных в турнире очков, не удаётся распределить места по результатам личной встречи (наиболее логичный вариант — если двое набрали равное число очков, из них сильнее тот, который победил другого) и приходится вводить дополнительные критерии, проводить дополнительные игры или делить места.

## Применение
Круговая система широко применяется в национальных и международных соревнованиях по игровым видам спорта. Более того в национальных турнирах по игровым видам спорта, например по футболу или баскетболу часто проводятся двухкруговые турниры, где каждый с каждым играет сначала на своём и далее на чужом поле.
С целью более равномерной и справедливой нагрузки на команды часто практикуют чередование игр на своём и чужом поле.

## Пример
В данном примере 4 команды сыграли 1 круговой турнир (6 встреч), за победу начисляется 3 очка, за ничью 1 очко
|   |         | Локо  | Локо  | Локо  | ЦСКА  | ЦСКА  | ЦСКА  | Спартак | Спартак | Спартак | Динамо | Динамо | Динамо | Очки | Место |
| 1 | Локо    |       |       |       | 5 : 1 | 5 : 1 | 5 : 1 | 2 : 1   | 2 : 1   | 2 : 1   | 0 : 0  | 0 : 0  | 0 : 0  | 7    | 1     |
| 2 | ЦСКА    | 1 : 5 | 1 : 5 | 1 : 5 |       |       |       | 3 : 0   | 3 : 0   | 3 : 0   | 2 : 1  | 2 : 1  | 2 : 1  | 6    | 2     |
| 3 | Спартак | 1 : 2 | 1 : 2 | 1 : 2 | 0 : 3 | 0 : 3 | 0 : 3 |         |         |         | 2 : 0  | 2 : 0  | 2 : 0  | 3    | 3     |
| 4 | Динамо  | 0 : 0 | 0 : 0 | 0 : 0 | 1 : 2 | 1 : 2 | 1 : 2 | 0 : 2   | 0 : 2   | 0 : 2   |        |        |        | 1    | 4     |